# 1239 км (Самарская область)
1239 км — опустевший населённый пункт (тип: железнодорожный разъезд) в Похвистневском районе Самарской области России. Входит в состав муниципального образования сельского поселения Красные Ключи.

## География
Находится в северо-восточной части региона, в пределах Высокого Заволжья, в лесостепной зоне, при железнодорожной линии Самара — Уфа, на левобережье реки Большой Кинель, в восточной окрестности Подбельска, на расстоянии примерно 14 километров по прямой на запад от города Похвистнево — административного центра района.
Климат
Климат характеризуется как умеренно континентальный, с холодной малоснежной зимой и жарким сухим летом. Среднегодовая температура воздуха — 4,1 °С. Средняя температура воздуха самого тёплого месяца (июля) — 20,7 °C; самого холодного (января) — −13 °C (абсолютный минимум — −43 °C). Безморозный период длится в течение 125—130 дней. Среднегодовое количество атмосферных осадков составляет 469 мм, из которых 220 мм выпадает в июне-июле.

## История
Населённый пункт появился при строительстве железной дороги. В селении жили семьи тех, кто обслуживал инфраструктуру разъезда.

## Население
Постоянное население не было учтено как в 2002 году, так и в 2010 году.

## Инфраструктура
Путевое хозяйство линии Кинель — Чишмы Куйбышевской железной дороги. Действует платформа 1239 километр.

## Транспорт
Автомобильный и железнодорожный транспорт. Просёлочные дороги на шоссе 36К-851 и к пос. Активный. Электрички Похвистнево-Самара-Похвистнево.